# Казалромано
Казалромано (итал. Casalromano) је насеље у Италији у округу Мантова, региону Ломбардија.
Према процени из 2011. у насељу је живело 1054 становника. Насеље се налази на надморској висини од 37 м.

## Становништво
| 1936. | 1951. | 1961. | 1971. | 1981. | 1991. | 2001. | 2011. |
| ----- | ----- | ----- | ----- | ----- | ----- | ----- | ----- |
| 1.493 | 1.487 | 1.290 | 1.119 | 1.229 | 1.276 | 1.468 | 1.551 |